# أجلونيما كثيفة العروق
أجلونيما كثيفة العروق (الاسم العلمي: Aglaonema densinervium) هي نوع من النباتات يتبع جنس الأجلونيما من الفصيلة اللوفية.